# Іван Шкурат
Шкурат (Шкуратевич, Шкуратович) Іван (? — 1651) — український військовий діяч періоду Хмельниччини, прилуцький сотник, згодом — полковник. Народився в Прилуках. Володів млином. Загинув під Берестечком. Сини — Тиміш Шкуратенко (Носач) — полковник; Іван Шкуратенко — військовий товариш.